# Łukasz Wiśniowski
Łukasz Wiśniowski   (Ciechanów, 7 de desembre de 1991) és un exciclista polonès, professional des del 2015 fins al 2024. En el seu palmarès destaca la victòria al Circuit de les Ardenes de 2014.

## Palmarès
- 2008
  - 1r al Tour de la regió de Łódź
- 2009
  - 1r a la Cursa de la Pau júnior vencedor d'una etapa
  - Vencedor d'una etapa a la Copa del President de la Vila de Grudziadz
- 2013
  -  Campió de Polònia en ruta sub-23
  -  Campió de Polònia en contrarellotge sub-23
  - Vencedor d'una etapa a la Volta a Turíngia
- 2014
  -  1r al Circuit de les Ardenes
  - 1r a la Kattekoers
  - Vencedor d'una etapa al Tour de Normandia

### Resultats al Giro d'Itàlia
- 2016. 138è de la classificació general
- 2021. 131è de la classificació general

### Resultats al Tour de França
- 2019. 127è de la classificació general

### Resultats a la Volta a Espanya
- 2020. 115è de la classificació general